# Justin Davies
Justin Davies (* 6. Februar 2003) ist ein britischer Mittelstreckenläufer, der sich auf die 800-Meter-Distanz spezialisiert hat.

## Sportliche Laufbahn
Erste Erfahrungen bei internationalen Meisterschaften sammelte Justin Davies im Jahr 2025, als er bei den Halleneuropameisterschaften in Apeldoorn mit 1:47,17 min im Halbfinale über 800 Meter ausschied. Im Juli gewann er bei den U23-Europameisterschaften in Bergen in 1:44,97 min die Silbermedaille hinter dem Niederländer Niels Laros.
2025 wurde Davies britischer Hallenmeister im 800-Meter-Lauf.

## Persönliche Bestzeiten
- 800 Meter: 1:44,35 min, 10. Mai 2025 in Belfast
  - 800 Meter (Halle): 1:45,78 min, 15. Februar 2025 in Birmingham